# Jüdischer Friedhof (Herbern)
Der Jüdische Friedhof Herbern befindet sich im Ortsteil Herbern der Gemeinde Ascheberg im Kreis Coesfeld in Nordrhein-Westfalen. Als jüdischer Friedhof ist er ein Baudenkmal und seit dem 5. Dezember 1985 unter der Denkmalnummer „Herbern Lfd. Nr. 8“ in der Denkmalliste eingetragen.
Auf dem Friedhof Auf dem Südfeld / Waterforwinkel (ehemals Dörnweg) sind 16 Grabsteine erhalten. Der Friedhof wurde von etwa 1800 bis 1927 belegt.

## Geschichte
Zwischen 1936 und 1937 wurde der Friedhof verwüstet, dabei wurden 18 Grabsteine vollständig zerstört. Während der Reichspogromnacht wurde der Friedhof erneut geschändet. Im Jahr 1946 wurde er wieder hergestellt. Im März 2003 wurde der Friedhof erneut geschändet und Grabsteine umgeworfen.